# Chance Kornuth
Chance Kornuth (* 24. Juni 1986 in Denver, Colorado) ist ein professioneller US-amerikanischer Pokerspieler.
Kornuth hat sich mit Poker bei Live-Turnieren mehr als 15,5 Millionen US-Dollar erspielt. Er ist dreifacher Braceletgewinner der World Series of Poker und gewann 2016 High Roller der European Poker Tour sowie 2022 das Main Event der World Poker Tour. Der Amerikaner stand Anfang 2022 erstmals an der Spitze der Pokerweltrangliste und führte diese für insgesamt 27 Wochen an.

## Persönliches
Kornuth wuchs in Denver auf und besuchte dort die Bishop Machebeuf Catholic High School. Anschließend studierte er Bauingenieurwesen an der University of Colorado Boulder. Ein Semester vor seinem Abschluss brach er das Studium aufgrund seiner Pokererfolge ab. Kornuth ist zweifacher Vater und lebt in Las Vegas.

## Pokerkarriere

### Werdegang
Kornuth spielte von August 2006 bis Dezember 2018 online unter den Nicknames ChanceCU (PokerStars) und Chances Cards (Full Tilt Poker). Auf beiden Plattformen hat er Turniergewinne von jeweils mehr als einer Million US-Dollar aufzuweisen.
Seine ersten Live-Preisgelder gewann Kornuth ab Juli 2008 bei Live-Turnieren am Las Vegas Strip, so siegte er im August und September des Jahres insgesamt dreimal beim Weekly Tournament im Hotel Bellagio mit Siegprämien von jeweils mehr als 15.000 US-Dollar. Mitte Juni 2009 war er erstmals bei der World Series of Poker (WSOP) im Rio All-Suite Hotel and Casino am Las Vegas Strip erfolgreich und kam bei einem Turnier der Variante No Limit Hold’em in die Geldränge. Bei der WSOP 2010 gewann der Amerikaner ein Event in Pot Limit Omaha und sicherte sich somit ein Bracelet sowie eine Siegprämie von mehr als 500.000 US-Dollar. Im Juli 2012 belegte er beim WSOP-Main-Event den 156. Platz für mehr als 50.000 US-Dollar Preisgeld. Mitte April 2014 erreichte Kornuth den Finaltisch des Main Events der World Poker Tour (WPT) in Hollywood, Florida, und wurde Sechster für rund 250.000 US-Dollar. Im Juli 2014 gewann er den Bellagio Cup mit einer Siegprämie von knapp 530.000 US-Dollar. Anfang des Jahres 2015 saß der Amerikaner am Finaltisch des Main Events des PokerStars Caribbean Adventures auf den Bahamas und erhielt für seinen dritten Platz sein bisher höchstes Preisgeld von rund 640.000 US-Dollar. Im Januar 2016 gewann er die A$25.000 Challenge der Aussie Millions Poker Championship in Melbourne mit einer Siegprämie von knapp 800.000 Australischen Dollar. Drei Wochen später wurde er beim High-Roller-Event der European Poker Tour (EPT) in Dublin Zweiter hinter dem Italiener Mustapha Kanit und sicherte sich damit ein Preisgeld von mehr als 360.000 Euro. Von April bis November 2016 spielte er als Teil von LA Sunset in der Global Poker League und kam mit seinem Team bis in die Playoffs. Ende April 2016 gewann Kornuth das EPT High Roller in Monte-Carlo und erhielt aufgrund eines Deals mit Philipp Gruissem und Sergei Lebedew ein Preisgeld von rund 350.000 Euro. Mitte Juli 2016 wurde der Amerikaner beim Bellagio Cup Dritter für über 285.000 Euro Preisgeld. Mitte Oktober 2016 setzte er sich beim High Roller des WPT bestbet Bounty Scramble durch und erhielt eine Siegprämie von mehr als 185.000 US-Dollar. Bei der WSOP 2017 belegte Kornuth bei einem Event in No Limit Hold’em hinter Harrison Gimbel den zweiten Platz für rund 400.000 US-Dollar. Ende Juni 2018 gewann er unter dem Nickname BingShui ein online ausgetragenes High-Roller-Event der WSOP 2018 und sicherte sich sein zweites Bracelet sowie eine Siegprämie von knapp 350.000 US-Dollar. Ein Jahr später belegte er beim 50.000 US-Dollar teuren High-Roller-Event der WSOP 2019 den sechsten Platz und erhielt mehr als 250.000 US-Dollar. Anfang November 2019 wurde Kornuth bei drei Events der Poker Masters im Aria Resort & Casino am Las Vegas Strip jeweils Zweiter und sicherte sich Preisgelder von mehr als 550.000 US-Dollar. Im Venetian Resort Hotel am Las Vegas Strip entschied der Amerikaner Mitte Juni 2021 ein Event der DeepStack Championship Poker Serie mit einem Hauptpreis von über 410.000 US-Dollar für sich. Weniger als einen Monat später gewann er im Wynn Las Vegas auch das Wynn Summer Classic mit einer Siegprämie von mehr als 350.000 US-Dollar. Bei der WSOP 2021 sicherte er sich bei einem mit Short Deck gespielten Event sein drittes Bracelet sowie knapp 200.000 US-Dollar. Beim Main Event der Turnierserie erreichte Kornuth den siebten Turniertag, an dem er auf dem mit über 300.000 US-Dollar dotierten 16. Platz ausschied. Im Januar 2022 setzte sich der Amerikaner aufgrund seiner in den letzten drei Jahren erzielten Turnierresultate erstmals an die Spitze der Pokerweltrangliste und hielt die Position für 6 Wochen in Serie. Beim High Roller des Seminole Hard Rock Poker Showdown in Hollywood belegte er Mitte April 2022 den dritten Rang und erhielt aufgrund eines Deals mit Jerry Wong und Brian Altman eine Auszahlung von mehr als 520.000 US-Dollar. Einen Monat später gewann Kornuth das WPT-Main-Event in Durant, Oklahoma, und sicherte sich knapp 500.000 US-Dollar, womit er die Marke von 10 Millionen US-Dollar an kumulierten Turnierpreisgeldern durchbrach. Nach diesen Erfolgen übernahm er zum 1. Juni 2022 erneut die Führung der Weltrangliste und hielt diese bis Ende September 2022 für 17 Wochen am Stück. Bei der WSOP 2022, die erstmals im Bally’s Las Vegas und Paris Las Vegas ausgespielt wurde, belegte der Amerikaner beim erstmals ausgetragenen High Roller Bounty den mit rund 720.000 US-Dollar dotierten zweiten Platz. Vom 19. Oktober bis 8. November 2022 war er wieder Weltranglistenerster. Bei der WSOP 2023 wurde Kornuth beim High Roller Six Max Zweiter und sicherte sich über 750.000 US-Dollar. Anschließend erreichte er auch bei den beiden teuersten Events der Turnierserie jeweils den Finaltisch und erhielt seine bislang höchsten Preisgelder von zusammen mehr als 2 Millionen US-Dollar. Darüber hinaus gewann der Amerikaner während der Turnierserie ein Mystery Bounty im Wynn Las Vegas mit einer Siegprämie von knapp 540.000 US-Dollar. Nach diesen Erfolgen setzte er sich mit dem Ranking vom 12. Juli 2023 wieder für eine Woche auf Platz 1 der Weltrangliste.

### Preisgeldübersicht
| Jahr   | Preisgeld (in $) | Turniersiege |
| ------ | ---------------- | ------------ |
| 2008   | 64.744           | 3            |
| 2009   | 11.005           | 0            |
| 2010   | 615.312          | 1            |
| 2011   | 135.949          | 1            |
| 2012   | 106.998          | 0            |
| 2013   | 11.273           | 0            |
| 2014   | 843.176          | 1            |
| 2015   | 711.498          | 1            |
| 2016   | 2.332.179        | 4            |
| 2017   | 825.028          | 0            |
| 2018   | 450.502          | 2            |
| 2019   | 1.327.063        | 1            |
| 2020   | 216.375          | 0            |
| 2021   | 1.470.158        | 3            |
| 2022   | 2.734.893        | 4            |
| 2023   | 3.879.628        | 1            |
| 2024   | 0                | 0            |
| gesamt | 15.735.781       | 22           |

### Braceletübersicht
Kornuth kam bei der WSOP 76-mal ins Geld und gewann drei Bracelets:
| Jahr | Buy-in (in $) | Turnier                                      | Teilnehmer | Preisgeld (in $) |
| ---- | ------------- | -------------------------------------------- | ---------- | ---------------- |
| 2010 | 05.000        | Pot-Limit Omaha                              | 460        | 508.090          |
| 2018 | 03.200        | WSOP.com Online No-Limit Hold’em High Roller | 480        | 341.599          |
| 2021 | 10.000        | Short Deck No-Limit Hold’em                  | 066        | 194.670          |